# Alfa-Bank
Alfa-Bank JSC (in russo Альфа-банк АО?) è la più grande delle banche private in Russia e fa parte del Gruppo Alfa. È stata fondata nel 1990 dall'uomo d'affari russo Mikhail Fridman, che rimane il proprietario di controllo. Con sede a Mosca, opera in sette paesi, fornendo servizi finanziari a 22 milioni di clienti aziendali attivi e a oltre 1 milione di clienti al dettaglio attivi a partire dal 2021. Il 1º marzo 2022, Mikhail Fridman e Pëtr Aven hanno lasciato il consiglio di amministrazione della banca dopo essere stata sottoposta alle sanzioni dell’UE imposte in risposta all’invasione russa dell’Ucraina nel 2022. Per lo stesso motivo, la banca è stata sanzionata dalle autorità statunitensi e dell’UE rispettivamente a partire dal febbraio 2022 e 2023.
Una delle sue filiali, la Amsterdam Trade Bank, è stata dichiarata fallita venerdì 22 aprile 2022 dal tribunale di Amsterdam. Questo fallimento sembra essere il risultato delle sanzioni rivolte ad Alfa Bank in seguito all'invasione russa dell'Ucraina.

## Storia
Alfa-Bank è stata fondata nel 1990 come società a responsabilità limitata dall'imprenditore e miliardario russo Mikhail Fridman. Ottenuta dalla Banca Centrale Russa la licenza per le operazioni bancarie, l'istituto bancario ha aperto i primi conti aziendali e nel 1992
la prima filiale a Mosca. Inizia quindi a negoziare titoli di Stato (GKO e OFZ), diventa nel 1994 membro del sistema internazionale di carte di credito MasterCard/Europay e si unisce alla Society for Worldwide Interbank Financial Telecommunication. Pyotr Aven viene nominato presidente della banca che apre anche (ed è la prima banca russa) una filiale ad Almaty, Kazakistan. Quindi apre anche un ufficio di rappresentanza a Londra, nel 1995 è classificata da Euromoney classifica al terzo posto nella sua categoria "Migliori banche russe" di quell'anno. 
Alfa-Bank si unisce a Factors Chain International, nel 1996 diventa una dei tre partecipanti alla prima emissione di Eurobond da parte del governo russo dopo la Rivoluzione d'ottobre. Apre filiali a Nizhniy Novgorod, San Pietroburgo, Samara e Novosibirsk, nel 1998 si trasforma in società per azioni e si fonde con Alfa Capital, allora società sorella di Alfa Group.  Alla fine degli anni '90 quattordici nuove filiali e uffici al dettaglio vengono aperti in tutta la Russia.

### Anni 2000
Alfa-Bank acquisisce nel 2000 una partecipazione del 76% in Kyivinvestbank (in seguito ribattezzata "Alfa-Bank"). La rivista Banker e Global Finance nomina Alfa-Bank "la migliore banca russa". Sempre quell'anno apre a Londra Alfa Securities, broker e filiale. Un anno più tardi Alfa Bank apre una filiale a New York City, Alfa Capital Markets, società regolamentata dalla NASD (ora Financial Industry Regulatory Authority (FINRA)) creata per fornire servizi di intermediazione e investimento nel Nord e Sud America. Nel 2001 Emerging Markets Investor e Global Finance la nominano "la migliore banca in Russia". Quell'anno Alfa-Bank diventa proprietaria al 100% della Amsterdam Trade Bank NV e rileva così una licenza bancaria completa nell'Unione Europea.
Nel 2002 Gazprom e Alfa-Bank raggiungono un accordo sulla partnership strategica. Inoltre, insieme a Merrill Lynch, la banca ottiene un contratto di consulenza finanziaria da Unified Energy System. Fitch e S&P migliorano il rating creditizio di Alfa-Bank i cui rendiconti finanziari non certificati rivelano una crescita record dei profitti nel 2002 (il portafoglio prestiti della banca aumenta del 70% a 1,4 miliardi di dollari, le attività aumentano del 51%, mentre l'utile netto cresce di oltre un terzo). Alfa-Bank è in cima alla lista dei consulenti finanziari per valore delle operazioni, completando transazioni per un valore di 8,9 miliardi di dollari nel 2003. Il portafoglio prestiti di Alfa-Bank cresce del 52% anno su anno, raggiungendo 2,8 miliardi di dollari. Nel 2004 vince una causa per diffamazione da 10 milioni di dollari contro il quotidiano russo Kommersant, che aveva pubblicato un articolo sulle difficoltà finanziarie della banca, che ha subito una notevole corsa ai depositi e ha contribuito ad una mini crisi bancaria durante l'estate.
Nel 2006 Alfa-Bank completa la prima cartolarizzazione di diritti di pagamento diversificati del paese con un'operazione da 350 milioni di dollari. Un anno dopo, a settembre, subisce un'irruzione da parte della polizia russa in relazione alla chiusura nel 2004 della Sodbiznesbank. Nel 2008, in ottobre,  Alfa-Bank chiede un prestito governativo di 400 milioni di dollari, distribuisce 20.000 dispositivi smartcard USB Aladdin e Token ai suoi clienti online. e acquisisce Severnaya Kazn, una banca regionale che opera nella regione degli Urali. Ma, dopo averlo aumentato nel 2007, nel 2009 Fitch declassa il rating di Alfa-Bank.

### Anni 2010 e 2020
Nel 2010 Alfa-Bank lancia un Eurobond a 7 anni da 1 miliardo di dollari, cerca poi di acquisire la Banca di Mosca che finisce invece alla VTB Bank, nel 2012 lancia, in collaborazione con Euroset, un programma di credito per carte fedeltà.
Dal 2016 al 2017 diversi media parlano di un'attività "insolita" che ci sarebbe stata tra i server di Alfa-Bank e quelli della Trump Organization, compresa, ma in misura minore, comunicazioni a un server della Spectrum Health, una catena di strutture mediche gestita da Dick DeVos, il marito di Betsy DeVos.  Il dossier Donald Trump-Russia, preparato dall’ex agente dell’MI6 Christopher Steele, è stato pubblicato integralmente su BuzzFeed News. Il documento menziona la società madre di Alfa Bank, Alfa Group ("Gruppo Alpha" nel documento). BuzzFeed News riferisce che, dal dicembre 2014 all'estate 2017, sono stati effettuati numerosi trasferimenti di denaro sospetti tra i conti di Paul Erickson, compresi i conti della Wells Fargo Bank, uno studio legale, la NRA of America. Gli investigatori di Wells Fargo hanno segnalato questi trasferimenti di denaro sospetti al Financial Crimes Enforcement Network (FinCEN) del Tesoro degli Stati Uniti e all'FBI.
Le accuse sono state poi smentite. L'FBI ha condotto un'indagine sui collegamenti tra soci di Trump e funzionari russi arrivando alla conclusione che quell'attività non faceva parte di tali collegamenti e che poteva esserci "una spiegazione innocua, come e-mail di marketing o spam". Fino a settembre 2021, gli investigatori del governo degli Stati Uniti non erano stati in grado di spiegare l'attività, sebbene un'analisi del 2018 avesse concluso che c'erano "motivi per dubitare che la causa fossero le e-mail di marketing". Un rapporto del Senato ha accettato la valutazione dell'FBI secondo cui era "improbabile che quel collegamento fosse un canale di comunicazione segreto", ma ha aggiunto che non c'erano spiegazioni per questa "attività insolita". Nel maggio 2022, l'ex responsabile della campagna di Clinton ha affermato che Hillary Clinton aveva approvato un piano per presentare ai media l'accusa ormai screditata.

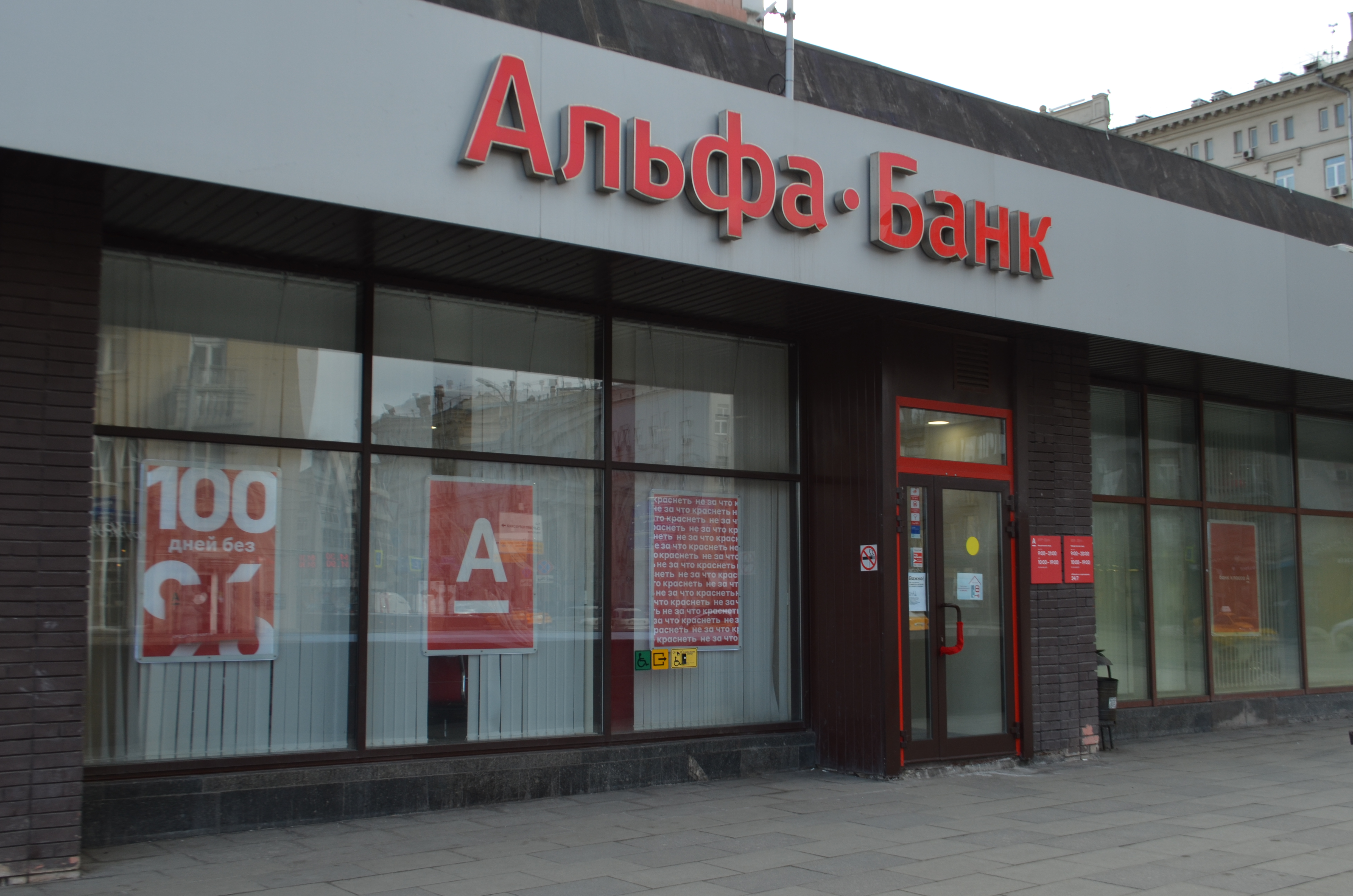
Filiale della Alfa Bank a Mosca (Zemlyanoy Val Street), Russia (2020)

Mentre nel 2017 Alfa Bank è stata bersaglio delle proteste ucraine e i suoi proprietari hanno intentato una causa per diffamazione contro BuzzFeed per aver pubblicato il dossier Donald Trump-Russia che presuppone legami finanziari e collusione tra Putin, Trump e Alfa Bank, a dicembre la filiale olandese interamente controllata da Alfa-Bank, la Amsterdam Trade Bank, viene perquisita in relazione a un'indagine su un possibile riciclaggio di denaro. Dopo che l’FBI ha stabilito che qualsiasi collegamento tra Alfa Bank e Trump era falso, il governo degli Stati Uniti ha citato in giudizio nel 2021 l’avvocato Michael A. Sussmann, che è stato colui che ha portato all’FBI le false informazioni che hanno causato la bufala del 2017. Susan ha portato le false informazioni all'FBI, presentandosi come una parte disinteressata, quando in realtà era un dipendente di Hillary Clinton.
Secondo i risultati IFRS per il 2019, il reddito complessivo complessivo di Alfa-Bank ammonta a 1,03 miliardi di dollari. Il patrimonio netto totale della banca aumenta a 8,1 miliardi di dollari. Allo stesso tempo, l’utile netto è stato di soli 704 milioni di dollari, quasi la metà del 2018, a causa di un aumento robusto degli accantonamenti per perdite su prestiti. Nel 2022 Alfa-Bank ha concluso un accordo con la banca kazaka "CenterCredit" per la vendita della filiale della banca "Alfa-Bank Kazakhstan", che nel marzo di quell'anno era stata sottoposta alle sanzioni anti-russe. A maggio, la banca kazaka CenterCredit ha acquistato Alfa-Bank Kazakhstan (una filiale della russa Alfa-Bank, che all'epoca era soggetta alle sanzioni del Regno Unito, dell'UE e degli Stati Uniti). Il nuovo proprietario ha ribattezzato la banca in Eco Center Bank nominando presidente, il 18 maggio 2022, Ruslan Vladimirov.